# 沈家营镇
沈家营镇是中国北京市延庆县下辖的一个镇，位于延庆城东。

## 行政区划
沈家营镇下辖22个村委会：沈家营、东王化营、西王化营、冯庄、新合营、曹官营、临河、香村营、北老君堂、兴安堡、魏家营、连家营、前吕庄、后吕庄、马匹营、孙庄、郝庄、北梁、八里店、河东、上花园、下花园。